# SMS Tiger (1899)
Pour les autres navires du même nom, voir SMS Tiger.
La SMS Tiger est la troisième des six canonnières de classe Iltis de la marine impériale allemande, construites entre 1898 et 1903. 
Elles étaient toutes conçues pour des expéditions dans l'Empire colonial allemand. Tiger signifie « tigre » en français.

## Historique
Le bateau est issu du chantier naval impérial de Dantzig, et il est mis à l'eau le 15 août 1899 et mis en service le 3 avril 1900.
La canonnière est envoyée le 17 juin 1900 en Extrême-Orient, avec le SMS Fürst Bismarck, alors que la Chine est en pleine révolte des Boxers. Elle fait le plein de charbon à Périm le 21 juillet, au sud de la mer Rouge, puis se dirige deux jours plus tard vers Hong Kong, où elle est en révision du 30 août au 12 septembre. Elle atteint enfin Tsingtau (comptoir allemand de la Kaiserliche Marine, donnant sur la mer Jaune) le 22 octobre. Elle est chargée de la surveillance du fleuve Yang-Tsé, avec ses autres sister-ships stationnées en Chine, après les massacres de l'été précédent. Ensuite, elle visite les ports de Corée et du Japon.
La canonnière accompagne en janvier 1902 le chef de l'escadre allemande d'Extrême-Orient (Ostasiengeschwader) en visite auprès du roi de Siam à Bangkok, puis croise dans les mers du sud. Lorsque la guerre russo-japonaise éclate, elle est stationnée à Chemulpo en Corée, afin d'évacuer de la zone les sujets de l'Empire allemand. Elle évacue le représentant de l'Allemagne en Corée à Shanghaï, le 15 décembre 1905. Puis elle se joint, à cause des événements, à un corps d'armée de débarquement de différentes nations européennes, pour assurer la sécurité des ressortissants étrangers en Chine. Le chef de l'escadre allemande d'Extrême-Orient, le Konteradmiral von Coerper (de), dirige ensuite une flottille, composée du croiseur SMS Leipzig, de la canonnière SMS Tiger et du torpilleur SMS S 90, qui navigue sur le Yang-Tsé-Kiang, en juin 1907, afin d'informer les autorités allemandes de la situation de ses intérêts économiques dans la région.
La Tiger assure ensuite plusieurs missions dans la région, dont des missions topographiques, puis accompagne le Fürst Bismarck au cours de ses deux voyages dans les Indes néerlandaises à la fin de 1907 et en 1909. Elle se trouve à Tchongking quand la révolution chinoise de 1911 embrase le pays et se rend à la concession allemande d'Hankou, où le chef de l'escadre allemande a concentré ses forces. Elle part ensuite rapidement pour Nankin et rejoint Tsingtau. Les premiers quatre mois de l'année 1912 se passent plus au sud qui n'est pas touché par les troubles, et ensuite elle est en exercices au nord et sur le Yang-Tsé.
Elle prend part en janvier 1914 à un voyage avec son escadre dans le Siam, puis dans les Indes néerlandaises et aux Philippines.

## Première Guerre mondiale
De retour de Tientsin, la canonnière est à Tsingtau le 4 juillet 1914 et reçoit l'ordre de se rendre sur le fleuve Yang-Tsé, mais elle retourne au point de départ à cause de la montée des périls. Au début d'août, le paquebot allemand de la Norddeutscher Lloyd, le Prinz Eitel Friedrich, est transformé en croiseur auxiliaire et reçoit pour cela les armes et les munitions des canonnières SMS Tiger et SMS Luchs, ainsi qu'une partie de leur équipage. Le korvettenkapitän Thierichens, qui commande la Luchs, prend alors le commandement du Prinz Eitel Friedrich.
Finalement, la canonnière se saborde dans la nuit du 28 au 29 septembre 1914, sur ordre du gouverneur Meyer-Waldeck, pendant le siège de la colonie allemande, alors que les troupes japonaises s'apprêtent à bombarder la ville deux jours plus tard. Les autres bâtiments de la marine allemande, la SMS Iltis, la SMS Luchs et la vieille SMS Cormoran sont coulées aussi en même temps, afin de ne pas tomber en mains ennemies. Seule la SMS Jaguar reste en service, avant de couler le soir de la capitulation, le 7 novembre 1914.

## Commandants
| Commandant     | Commandant                                                                        |
| -------------- | --------------------------------------------------------------------------------- |
| Avril 1900     | Korvettenkapitän Xaver von Mittelstaedt (1860–1937)                               |
| Mai 1902       | Korvettenkapitän Friedrich Schrader (de) (1865–1937)                              |
| Septembre 1903 | Kapitänleutnant Moritz Deimling (1875–1905) befördert zum Korvettenkapitän        |
| Novembre 1905  | Korvettenkapitän Hans von Abeken (1867-1945)                                      |
| Novembre 1906  | Korvettenkapitän Walter von Koß                                                   |
| Juin 1908      | Korvettenkapitän Richard Ackermann (de) (1869–1930) 1914-18 Commandant SMS Goeben |
| Mai 1910       | Korvettenkapitän Gustav Luppe (1872-19??)                                         |
| Mai 1912       | Korvettenkapitän Oskar Böcker (1875–1934)                                         |
| Juin 1914      | Korvettenkapitän Karl von Bodecker (de) (1875–1957)                               |

## Source
- (de) Cet article est partiellement ou en totalité issu de l’article de Wikipédia en allemand intitulé « SMS Tiger (1899) » (voir la liste des auteurs).